# 金相鎮
金 相鎮（キム・サンジン、朝鮮語: 김상진/金相鎭、1933年 - 1987年12月27日）は、大韓民国の政治家。第8・9・10代韓国国会議員。本貫は金海金氏。

## 経歴
釜山影島出身。慶南工業高等学校を経て、建国大学（現・建国大学校）政治科中退、同校行政大学院修了。
1967年の第7代総選挙までは民主党釜山市影島区党総務部長、新民党慶尚南道党訓練部長、民政党中央委員・影島（釜山市第二）地区党委員長、民衆党中央委員・中央常務委員・影島（釜山市第二）地区党委員長・釜山市支部党副委員長、新民党釜山市第二地区党委員長・釜山市支部首席副委員長・中央常務委員を務めた。1971年の第8代総選挙、1973年の第9代総選挙、1978年の第10代総選挙で新民党の公認で国会議員に3回連続当選したほか、尹潽善大統領候補選挙連絡責任者、金大中大統領選挙候補連絡責任者、自由言論守護汎国民闘争委員会釜山市支部副委員長、3選改憲反対汎国民闘争委員会釜山市第二地区委員長、金海金氏・金海許氏中央宗親会指導委員、国会農水産委員会幹事・運営委員会幹事、新民党農水産分科委員長・事務次長・釜山市支部委員長・院内対策委員・院内首席副総務、アジア議員連盟韓国代表、日本勝共大会韓国代表、改憲闘争委員会釜山市支部委員長などを務めた。
晩年は粉食屋を経営したが、高血圧で倒れた後、失語症を患っており、1987年12月27日に55歳で死去した。